# Condado de Kilju
Kilju (en idioma coreano: 길주군; 吉州郡) a veces romanizado como Kilchu, es un condado en la provincia de Hamgyŏng del Norte, Corea del Norte. La sede está en el poblado de Kilju.
En este condado se encuentra el sitio de pruebas nucleares Punggye-ri, lugar donde el gobierno norcoreano realizó sus primeras pruebas nucleares desde 2006.

## Geografía
Kilju se encuentra en la parte sur de Hamgyŏng del Norte. Limita con el condado de Myŏngch'ŏn en el este, Kimch'aek y Hwadae en el sur, Myŏnggan (Hwasong) y Orang hacia el norte. Al oeste limita con Tanch'ŏn de la provincia de Hamgyŏng del Sur y Paegam en la provincia de Ryanggang.

## Cultura
Los sitios turísticos en Kilju incluyen el antiguo Salón del Magistrado de Kilju, construido en 1888 para albergar oficinas, y la Kilju Hyanggyo, una de las escuelas provinciales fundadas durante la dinastía Yi para enseñar a los niños de las zonas rurales (eruditos aristócratas de la clase Yangban) que vivían en la zona.

## Divisiones administrativas
El condado se divide en un pueblo (ŭp), cinco distritos de trabajadores (rodongjagu), y 22 villas (ri).
|                     | Chosŏn'gŭl   | Hancha       |
| ------------------- | ------------ | ------------ |
| Kilju-ŭp            | 길주읍       | 吉州邑       |
| Chunam-rodongjagu   | 주남로동자구 | 洲南勞動者區 |
| Ilsil-lodongjagu    | 일신로동자구 | 日新勞動者區 |
| Ryongdam-rodongjagu | 룡담로동자구 | 龍潭勞動者區 |
| Yŏngbung-rodongjagu | 영북로동자구 | 營北勞動者區 |
| Yŏngnam-rodongjagu  | 영남로동자구 | 營南勞動者區 |
| Ch'ŏngam-ri         | 청암리       | 靑岩里       |
| Ch'unhŭng-ri        | 춘흥리       | 春興里       |
| Happ'o-ri           | 합포리       | 合浦里       |
| Hongsu-ri           | 홍수리       | 紅繡里       |
| Kŭmch'ŏl-li         | 금천리       | 錦川里       |
| Kŭmsong-ri          | 금송리       | 金松里       |
| Moksŏng-ri          | 목성리       | 木城里       |
| Munam-ri            | 문암리       | 門岩里       |
| Namyang-ri          | 남양리       | 南陽里       |
| Onch'ŏl-li          | 온천리       | 溫泉里       |
| Pongam-ri           | 봉암리       | 鳳岩里       |
| P'unggye-ri         | 풍계리       | 豊溪里       |
| P'yŏngryung-ri      | 평륙리       | 坪六里       |
| Rimdong-ri          | 림동리       | 林洞里       |
| Ryongsŏng-ri        | 룡성리       | 龍城里       |
| Ryuch'ŏl-li         | 류천리       | 柳川里       |
| Sangha-ri           | 상하리       | 上下里       |
| Sindong-ri          | 신동리       | 新洞里       |
| Sipil-li            | 십일리       | 十一里       |
| Ssangryong-ri       | 쌍룡리       | 雙龍里       |
| T'apyang-ri         | 탑양리       | 塔陽里       |
| Tŏksil-li           | 덕신리       | 德新里       |